# قاعة ناغازاكي الوطنية للسلام التذكاري لضحايا القنبلة الذرية
قاعة ناغازاكي الوطنية للسلام التذكاري لضحايا القنبلة الذرية (هي نصب تذكاري في ناغازاكي، اليابان، وتقع بجوار متحف القنبلة الذرية. حديقة السلام بالجوار.

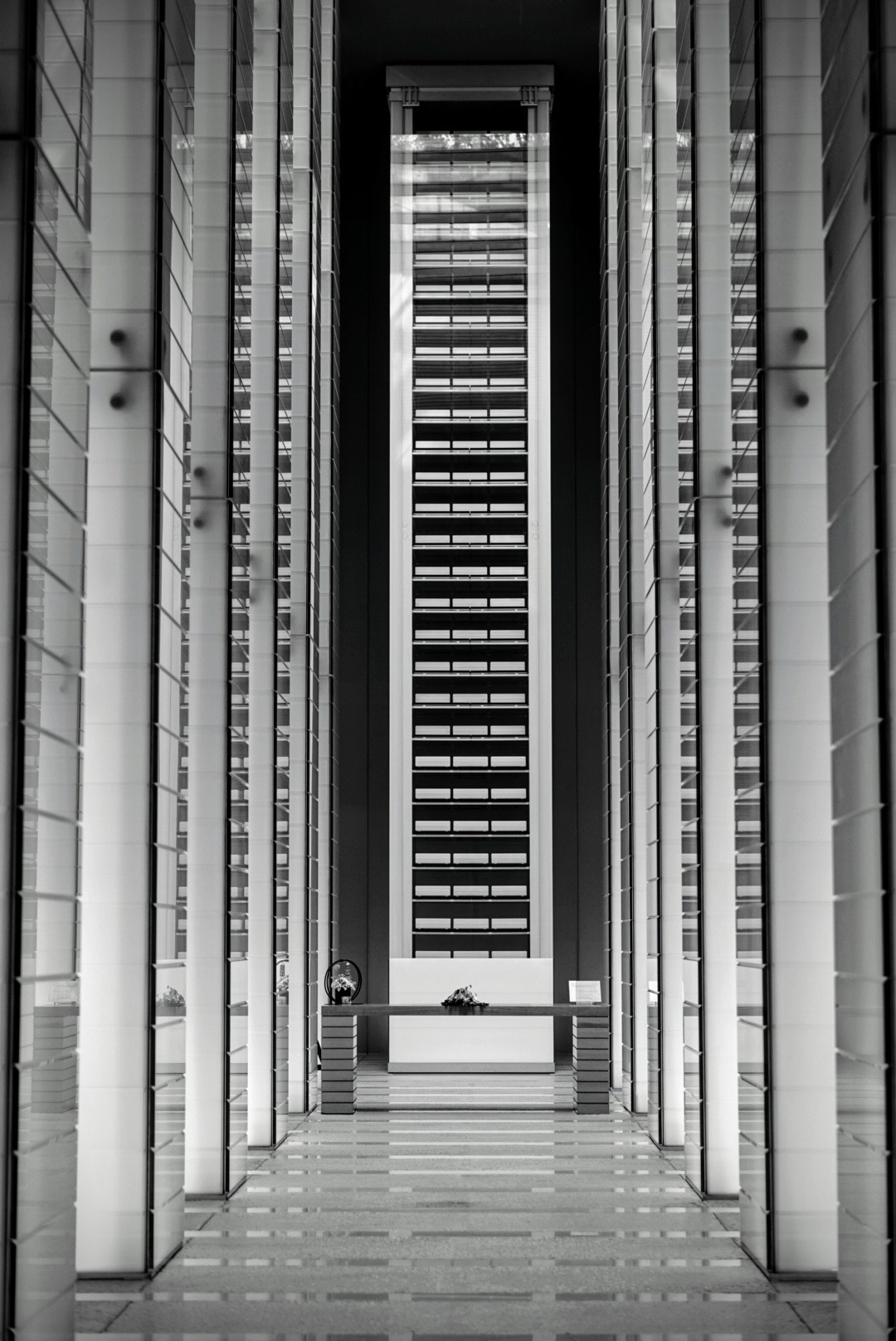
قاعة الذكرى

مثل نظيرتها في هيروشيما، تم تشييد القاعة كمكان لتذكر أولئك الذين لقوا حتفهم في القصف الذري عام 1945 والصلاة لهم، مع صور ومذكرات وروايات شخصية عن الحدث. كما يقدم معلومات عن أنشطة التعاون والتبادل الدولي المتعلقة بالعلاج الطبي لمن يعانون من الحوادث النووية.

## ملخص
صممه المهندس المعماري أكيرا كوريو، وقد شيد النصب التذكاري بين نوفمبر 2000 وديسمبر 2002. يحتوي الجزء الداخلي الجوفي للمبنى على منطقة مرجعية، وغرفة اجتماعات كبيرة، وغرفة انتظار بها مجموعة من الشاشات التي تعرض صورًا للضحايا، وقاعة لإحياء ذكرى منمنمة فيها 12 عمودًا من الضوء ترمز إلى الأمل في السلام. يعمل المستوى العلوي كجولة مختصرة، مع مقتطفات من اليوميات ومحطة مشاهدة تسمح للزوار بمشاهدة قاعة الذكرى من أعلى. كما يُنظر إليه من الخارج، يتكون الجزء العلوي من النصب التذكاري بشكل أساسي من حوض مائي تصطف على جانبيه الأشجار يستمر من خلاله أعمدة الضوء الإثني عشر في الارتفاع من الأسفل. في الليل، يضيء 70000 مصباح من الألياف الضوئية عبر سطح الماء، ترمز إلى الضحايا.
تقوم المؤسسة أيضًا بجولات دولية، حيث تعقد عروضًا مناهضة للأسلحة النووية في مدن حول العالم. أقيم معرض 2005 في متحف السلام في شيكاغو، بالتزامن مع الذكرى الستين للتفجير وكذلك مؤتمر في نيويورك استعرض معاهدة حظر انتشار الأسلحة النووية. في عام 2007، أقيم المعرض في غيرنيكا بإسبانيا، والتي تعرضت للقصف الشديد من قبل لوفتفافه في أبريل 1937.

## روابط خارجية
- قاعة ناغازاكي الوطنية للسلام التذكاري لضحايا القنبلة الذرية